# オルタナ (雑誌)
オルタナ（alterna）は、株式会社オルタナ（東京・駒場）が発行している日本のビジネス情報誌である。
創刊されたのは2007年（平成19年）3月だが、Vol.1にあたる創刊準備号は2006年11月号。創刊号は2007年4月号。A4判、フルカラー、総アート紙による紙面構成である。当初1年間は無料誌だったが、07年3月に有料化された。キャッチフレーズは「『志』のソーシャル・ビジネス・マガジン！」。創業者・発行人・社長は、新樂智夫（オフィス　アコール代表）、編集長は森 摂（元日本経済新聞ロサンゼルス支局長）、内容は環境問題やCSR(企業の社会的責任)、NPOなどの記事が多い。
発行部数は15000部で、季刊。全国300書店で販売している。本誌のほか、オルタナオンライン、オルタナS(若者とソーシャルを結ぶウェブメディア)、CSRmonthly （企業のCSR担当者向けのニュースレター、2000部発行）などの媒体を発行している。
2012年1月にはコンサルティング事業部門として「オルタナ総研」を設立した。オルタナ総研では「CSR部員塾」（2013年4月から第5期）を運営するほか、大手上場企業を含む幅広い企業からCSRコンサルティングを受託している。

## 主な連載陣
- 田坂広志
- 田口ランディ
- 井田徹治（共同通信編集委員兼論説委員）
- 南清貴（フードプロデューサー）